# Franz Xaver Schmid (Philosoph)
Franz Xaver Schmid (als Schriftsteller: Franz Xaver Schmid-Schwarzenberg; * 22. Oktober 1819 in Schwarzenberg am Böhmerwald; † 28. November 1883 in München) war ein Philologe, Volksschriftsteller und Hochschullehrer. Er gehörte zu den Pionieren in der Volkserziehungsbewegung.

## Leben
Schmid war Sohn eines Zollbeamten. Er wuchs in ärmlichen Verhältnissen auf. Zunächst wurde er am Stiftsgymnasium Kremsmünster bei den Benediktinern ausgebildet, zeitgleich mit dem späteren Juristen Karl Wagner von Inngau. Anschließend wechselte er an das Gymnasium in Salzburg. Von 1840 bis 1844 widmete er sich in Salzburg dem Studium der katholischen Theologie und wurde 1843 zum Priester geweiht.
Schmid beteiligte sich an den politischen Umtrieben von 1848. In dieser Zeit wurde sein Interesse und seine Begeisterung für die Philosophie neu geweckt. Er widmete sich dem Philosophiestudium und ging dazu nach Wien, nach Ungarn, an die Universität Breslau und an die Universität Bonn. An der Universität Freiburg wurde er schließlich zum Dr. phil. promoviert. Anschließend war er zunächst Gymnasialprofessor für Philosophie und Geschichte am Lyzeum in Rastatt, bevor er über die Schweiz nach Salzburg und in den Kirchendienst zurückkehrte.  
Schmid bemerkte schon bald nach seiner Rückkehr in den Kirchendienst, dass er nicht mehr mit den Überzeugungen der römisch-katholischen Kirche übereinstimmte, und konvertierte nach dem Österreichischen Konkordat von 1855 zum Protestantismus. Er übersiedelte nach Erlangen. An der dortigen Universität habilitierte er sich mit der Arbeit De inventione veritatis und wurde im Sommer 1856 Privatdozent. Seine Vorlesungen erfreuten sich großen Zuspruchs und 1862 wurde er in Erlangen zum außerordentlichen Professor der Philosophie ernannt.
Schmid gründete mehrere Volkserziehungsvereine im Königreich Bayern, so 1871 in Erlangen oder 1878 in Augsburg. 1880 gehörte er zu den Mitgründern des Dachverbandes, des bayrischen Landesvereins für Volkserziehung. 1876 entstand eine von ihm gegründete Volkserziehungsanstalt in Bäumenheim, ab 1881 gründete er zudem noch diverse Kinderhorte sowohl für Jungen als auch für Mädchen.
Schmid hatte einen Sohn, der Jurist wurde, und lebte zuletzt in München. Dort starb er an einem Hirnschlag. Er wurde am 30. November 1883 in Erlangen beigesetzt.

## Publikationen (Auswahl)
- Der neue Faust, Mayer, Rastatt 1851.
- Katholische Dogmatik, 2 Bände, Schaffhausen 1852–1855.
- Christliche Religionsphilosophie: in drei Büchern, Beck, Nördlingen 1857.
- Philosophische Pädagogik im Umriß, Palm und Enke, Erlangen 1858.
- Entwurf eines Systems der Philosophie auf pneumatologischer Grundlage.
  - Band 1: Grundlinien der Erkenntnisslehre, Braumüller, Wien 1863.
  - Band 2: Grundlinien der Metaphysik, Braumüller, Wien 1865.
  - Band 3: Grundlinien der philosophischen Ethik: (philosophische Rechts, Sitten-, Religions-, Erziehungslehre), Braumüller, Wien 1868.
- Anna: philosophische Gespräche, Steinacker, Leipzig 1866.
- Christliche Religionsphilosophie: in drei Büchern, Streit, Forchheim, 2. Auflage 1873.